# Limits
Chansons représentant l'Autriche au Concours Eurovision de la chanson
Nobody but You
(2018) Alive
(2020)
Limits (« Limites ») est une chanson interprétée par la chanteuse autrichienne Paenda, de son vrai nom Gabriela Horn, sélectionnée pour représenter l'Autriche au Concours Eurovision de la chanson 2019 à Tel-Aviv en Israël.

## À l'Eurovision
La chanson Limits interprétée par Paenda représentera l'Autriche au Concours Eurovision de la chanson 2019, après avoir été sélectionné par l'ORF.
Elle est intégralement interprétée en anglais, et non en allemand, le choix de la langue étant libre depuis 1999.